# Budynek przy ulicy Kościuszki 1a w Katowicach
Budynek przy ulicy T. Kościuszki 1a – awangardowy na lata XX budynek w stylu modernistycznym, projektu Tadeusza Łobosa, spełniający funkcję mieszkalno-usługową. Budynek usytuowany był na rogu ulic Świętego Jana i Tadeusza Kościuszki w katowickim Śródmieściu. Budynek sąsiadował z budynkiem przy ulicy Kościuszki 1. Budynki te wyburzono na przełomie lat 60. i 70. XX wieku.

## Historia
Właścicielem gruntu była Dyrekcja Kolei Państwowych. Pozwolenie na budowę wydano w 1931 roku. Początkowo w budynku znajdowały się dwa sklepy, pokój stróża i restauracja z winiarnią. W dwudziestoleciu międzywojennym swoją siedzibę miały tam m.in.:
- zakład elektroinstalacyjny Niderlińskiego
- zakład malarski Josefa Dyrszlagi
- sklep Elektrolux
- szkoła samochodowo-motocyklowa Auto
- sklep z obrazami, ramami i karniszami Sztuka Sydonii Rubin
- Probiernia piwa Tyskie

Po II wojnie światowej w budynku znajdowały się m.in.:
- sklep Izabeli Sowińskiej z artykułami galanteryjnymi
- Radio Fala
- szewc P. Kolasa
- sklep Lwowianka z artykułami spożywczo-owocowymi Anny Jastrzębskiej

## Architektura
Budowlę wzniesiono w stylu modernistycznym. Elewacja frontowa była symetryczna, siedmioosiowa na parterze i trzynastoosiowa powyżej parteru. Posiadał cztery kondygnacje. Okna budynku były prostokątne.